# روي جاكسون
روي جاكسون (بالإنجليزية: Roy Jackson)‏ هو سياسي أسترالي، ولد في 2 سبتمبر 1895 في أستراليا، وتوفي في 12 فبراير 1964 في أستراليا. حزبياً، نشط في حزب العمال الأسترالي. وقد انتخب عضو الجمعية التشريعية نيو ساوث ويلز.